# Oswaldo Vigas
Oswaldo Vigas est un artiste moderniste, peintre et muraliste vénézuélien, né à Valencia (Venezuela) le 4 août 1923 et mort à Caracas le 22 avril 2014. Tout en commençant sa carrière d'artiste dès 1941, il a étudié la médecine et a obtenu son diplôme de docteur en 1951. Sa longue carrière d'artiste, au Venezuela et en France, lui a permis de se distinguer également en gravure, en céramique et en tapisserie.

## Biographie
Fils du docteur José Jesus Vigas et de Nieves Linares (descendante d'Arturo Michelena), il a 10 ans quand meurt son père. Il vit alors entre Valencia et Tinaquillo. En 1941 il déménage à Guacara, où il fait ses premières peintures. Sa première œuvre d’importance connue est l'illustration du Livre de Poésie (1941) à l'Ateneo de Valence. En 1943 on lui accorde la Médaille d'Honneur pour son œuvre Hojas Rojas (Feuilles Rouges).
Au début des années 1970, il collabore avec des ateliers de tissage et fait tisser certaines de ses œuvres.

## Carrière
- Oswaldo Vigas a étudié la médecine à l'ULA de Mérida et obtenu son diplôme de médecine à Caracas en 1951. Il n'a jamais exercé, privilégiant sa carrière d'artiste.
- En 1950 il noue une longue amitié avec le critique d'art français Gaston Diehl alors en poste au ministère des Affaires Etrangères à Caracas.
- En 1953 il va à Paris et prend des cours d'Histoire de l'Art à la Sorbonne.
- En 1957 il retourne au Venezuela et expose à Sala Mendoza sa série Objetos.
- En 1972 il produit un ensemble de sérigraphies aux États-Unis.
- En 1983 il fait des gouaches et des dessins sur Simón Bolívar.
- En 1985 il présente ses premières sculptures en bronze.
- En 1990 le MACCSI (Musée d'Art Contemporain Sofia Imber) organise une rétrospective de l'œuvre de Vigas.
- En 2005 le musée Jean-Lurçat et de la tapisserie contemporaine d'Angers lui consacre une exposition Oswaldo Vigas, sortilèges des tropiques.
- En 2005 il expose à la Galerie Polyglotte de la ville d'Angers avec Nasser-Edine Boucheqif.

Oswaldo Vigas est considéré comme l’un des plus importants artistes contemporains du Venezuela.

## Récompenses
- Prix de la meilleure illustration, Ier salon de l'exposition des poèmes illustrés, Ateneo de Valencia (es), Venezuela (1942).
- Prix Ateneo Valencia, Ier Salon Arturo Michelena, Venezuela (1943).
- Première mention, Ier Salon de Peinture, Ateneo de Mérida, Venezuela (1949).
- Prix Lastenia Tello de Michelena (es), VIIIe Salon Arturo Michelena, Venezuela (1950).
- Prix national d'arts plastiques du Venezuela, XIIIe Salon Officiel / prix John Boulton (es), XIIIe Salon Officiel / prix Arturo Michelena, Xe Salon Arturo Michelena, Venezuela (1952).
- Prix compagnie Shell du Venezuela, "Exposition Internationale de Peinture", Ateneo de Valencia, Venezuela (1955).
- 2e prix, IIIe Salon d'Empaire / prix acquisition, Gulf Carribean Art Exhibition, Musée de Houston Texas, États-Unis (1956).
- Prix Puebla de Bolivar, XIXe Salon Officiel, Venezuela (1958).
- Prix acquisition, exposition d'Art Latino-américain Contemporain, palais de l'Inquisition, Carthagène, Colombie (1959).
- Prix Arturo Michelena, XXIIe Salon Arturo Michelena, Venezuela (1964).
- Première mention, Ire Biennale d'Art Latino-américain, Musée d'Art Moderne de Sogamoso, Colombie (1973).
- Grand prix S.A.S le Prince Rainier III, XXVIe prix international d'art Contemporain, Monte Carlo, Principauté de Monaco.